# Shaw–Universidad Howard (Metro de Washington)
Shaw–Universidad Howard es una estación subterránea en la línea Amarilla en los horarios no tan transitados y la línea Verde todo el tiempo del Metro de Washington, administrada por la Autoridad de Tránsito del Área Metropolitana de Washington. La estación se encuentra localizada en el barrio Shaw en el cuadrante noroeste de Washington D. C..

## Conexiones
WMATA Metrobus

## Lugares de interés
- Universidad Howard